# Deceia anomala
Deceia anomala är en tvåvingeart som beskrevs av Charles Howard Curran 1926. Deceia anomala ingår i släktet Deceia och familjen lövflugor.
Artens utbredningsområde är Puerto Rico. Inga underarter finns listade i Catalogue of Life.